# Superliga 2005-2006 (calcio a 5)
La Superliga 2005-2006 è stata la 14ª edizione del massimo torneo di calcio a 5 russo. La competizione è iniziata il 18 settembre 2005 e si è conclusa il 14 maggio 2006.

## Stagione regolare

### Classifica
|                   | Pos. | Squadra           | Pt | G  | V  | N  | P  | GF  | GS  | DR  |
| ----------------- | ---- | ----------------- | -- | -- | -- | -- | -- | --- | --- | --- |
| Russia (bandiera) | 1.   | Dinamo Mosca      | 83 | 36 | 27 | 2  | 7  | 156 | 93  | +63 |
|                   | 2.   | VIZ-Sinara        | 75 | 36 | 22 | 9  | 5  | 132 | 77  | +55 |
|                   | 3.   | Spartak Ščëlkovo  | 65 | 36 | 20 | 5  | 11 | 119 | 106 | +7  |
|                   | 4.   | Noril'skij Nikel' | 64 | 36 | 18 | 10 | 8  | 138 | 117 | +21 |
|                   | 5.   | Spartak Mosca     | 55 | 36 | 15 | 10 | 11 | 154 | 133 | +21 |
|                   | 6.   | CSKA Mosca        | 44 | 36 | 13 | 5  | 18 | 93  | 106 | -13 |
|                   | 7.   | TTG Jugorsk       | 40 | 36 | 12 | 4  | 20 | 100 | 120 | -20 |
|                   | 8.   | Dina Mosca        | 37 | 36 | 11 | 4  | 21 | 86  | 98  | -12 |
|                   | 9.   | Arbat             | 31 | 36 | 8  | 7  | 21 | 100 | 142 | -42 |
|                   | 10.  | Tjumen'           | 15 | 36 | 3  | 6  | 27 | 66  | 152 | -84 |

### Verdetti
- Dinamo Mosca campione di Russia 2005-2006 e qualificato alla Coppa UEFA 2006-2007.
- Arbat non iscritto alla Superliga 2006-2007.